# Fascismo clerical
Fascismo clerical é um conjunto ideológico que combina as doutrinas políticas e econômicas do fascismo com teologia ou religião tradicional. O termo tem sido usado para descrever organizações e movimentos que combinam elementos religiosos com fascismo, apoiados por organizações religiosas fascistas ou regimes fascistas nos quais o clero exerce uma liderança. Para o fascismo clerical católico o termo Integralismo Católico é em algumas vezes usado, todavia tem pontos de discordância com o fascismo. O fascismo clerical é reconhecido como supranacional por acadêmicos como Richard Falk.
O termo é usado por historiadores que pretendem fazer uma distinção entre o fascismo autoritário e conservador de inspiração católica de variantes mais radicais de fascismo, como o nazismo. Os fascistas cristãos focam-se em adotar políticas de inspiração religiosa, aprovando leis que reflitam a sua perspectiva do Cristianismo. Estes movimentos emergiram a partir da extrema-direita sobretudo durante o período entreguerras na primeira metade do século XX.

## História

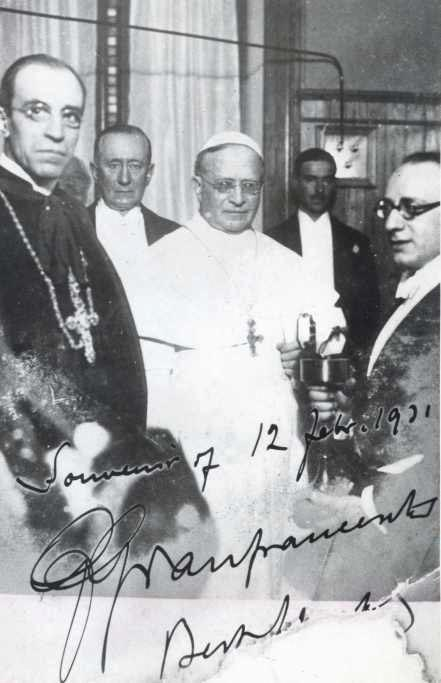
Papa Pio XI na inauguração da rádio Vaticano acompanhado do cardeal Pacelli, futuro papa Pio XII, em 1931

O termo "fascismo clerical" surgiu no Reino de Itália no início da década de 1920 para se referir à facção católica do Partido Popular Italiano (PPI) que apoiava o regime de Benito Mussolini. O termo terá sido cunhado por Don Luigi Sturzo, um padre e líder democrata cristão que se opunha a Mussolini e que se viria a exilar em 1924. No entanto, o termo foi usado anteriormente à Marcha sobre Roma, em 1922, para se referir aos católicos do Norte de Itália que defendiam uma síntese entre catolicismo e fascismo. Sturzo distinguia entre os "folofascistas", que abandonaram o PPI entre 1921 e 1922, e os "fascistas clericais", que permanecera no partido após a Marcha sobre Roma e que defendiam a colaboração com o governo fascista. Posteriormente, este último grupo viria a convergir com Mussolini, abandonando o PPI em 1923 e criando o Centro Nazionale Italiano. O PPI viria a ser extinto pelo regime fascista em 1926.
Em 11 de fevereiro de 1929, Pietro Gaspari, Cardeal Secretário do Estado do Papa Pio XI e Mussolini, assinaram o Tratado de Latrão que colocava um fim na Questão Romana, a disputa de seis anos entre o papado e o reino da Itália.
O Tratado de Latrão de 1929 foi uma tentativa de acabar com um conflito que existia desde 1870-1871 entre o Estado italiano e a Igreja Católica Romana. Entre 1870 e 1929, os papas eram "prisioneiros do Vaticano", e eram opositores do "liberal" Estado italiano. A maioria dos políticos italianos eram abertamente anticlericais e procurou limitar o controle católico na educação e no casamento.
Desde que Mussolini sabia ele não deveria atacar a Igreja Católica ou os seus apoiantes camponeses, ele posou como o "protetor" dos católicos italianos. Ele abriu negociações com o papado, em 1926, para curar a ferida entre a Igreja e o "poder usurpador", como oficiais da Igreja que se referiam ao Estado italiano. As negociações não foram fáceis, mas Mussolini logo mostrou que tinha vantagem quando proibiu a organização da juventude católica Exploratori cattolici. A hierarquia da Igreja foi dividida entre "católicos sociais" que se opunham ao fascismo, e os conservadores e pragmáticos que aceitavam o governo de Mussolini como desejável. A maioria dos católicos italianos não eram antifascistas, pois o nacionalismo os empurrou para o fascismo. Outros viam em Mussolini o menor dos males, preferível à anarquia ou ao marxismo.
Achille Ratti, Cardeal Arcebispo de Milão, tornou-se o Papa Pio XI em 1922. Ele havia testemunhado a luta dos comunistas e  dos anarco-sindicalistas na área industrial milanesa. Ele também testemunhou a ascensão do fascismo, já que Milão foi um dos principais centros de atividade fascista. Os fascistas milaneses serviram como fura-greves, espancavam adversários políticos e envolviam-se em brigas de rua com os comunistas. Mesmo assim, Pio XI, aparentemente, estava convencido de que o fascismo era uma força menos destrutiva do que o comunismo e que Mussolini seria um líder responsável. Depois de se tornar Papa, ele ativamente promoveu uma frente política unida contra a Esquerda, repreendendo o Partito Popolari que queria se aliar-se com socialistas e outros contra a rápida ascensão do partido fascista. Um pequeno número de líderes católicos - por exemplo, aqueles em torno da revisão jesuíta La Civilità Cattolica - clamou que o fascismo tinha efetivamente sintetizado os valores do Popolari, tornado-o redundante.
Recentemente a relação da igreja católica com o fascismo italiano  voltou a ser discutido após uma reportagem investigativa do jornal britânico The Guardian. A reportagem revela que por trás de uma estrutura de paraíso fiscal disfarçada de empresa, o portfólio internacional da Igreja foi construído ao longo dos anos, usando o dinheiro originalmente entregue por Mussolini em troca do reconhecimento papal do regime fascista italiano em 1929, o jornal cita como fonte das pesquisas, arquivos públicos antigos e históricos de empresas, que indicariam que o início dos investimentos da Igreja aconteceu depois de milhões recebidos do regime fascista em troca da independência do Estado do Vaticano - e do reconhecimento do governo do ditador. Após anos, o capital se multiplicou e teria chegado a €680 milhões, cerca de US$ 904 milhões. o Vaticano declarou que a reportagem como "um conjunto de notícias imprecisas ou infundadas, reunidas de forma tendenciosa e pouco rigorosa"